# Morrenia scalae
Morrenia scalae là một loài thực vật có hoa trong họ La bố ma. Loài này được (Hicken) Goyder mô tả khoa học đầu tiên năm 2001.